# كيرميت سكوت
كيرميت سكوت (بالإنجليزية: Kermit Scott)‏ هو أكاديمي أمريكي، ولد في 18 أكتوبر 1936، وتوفي في 26 مايو 2008.